# 以色列独立厅

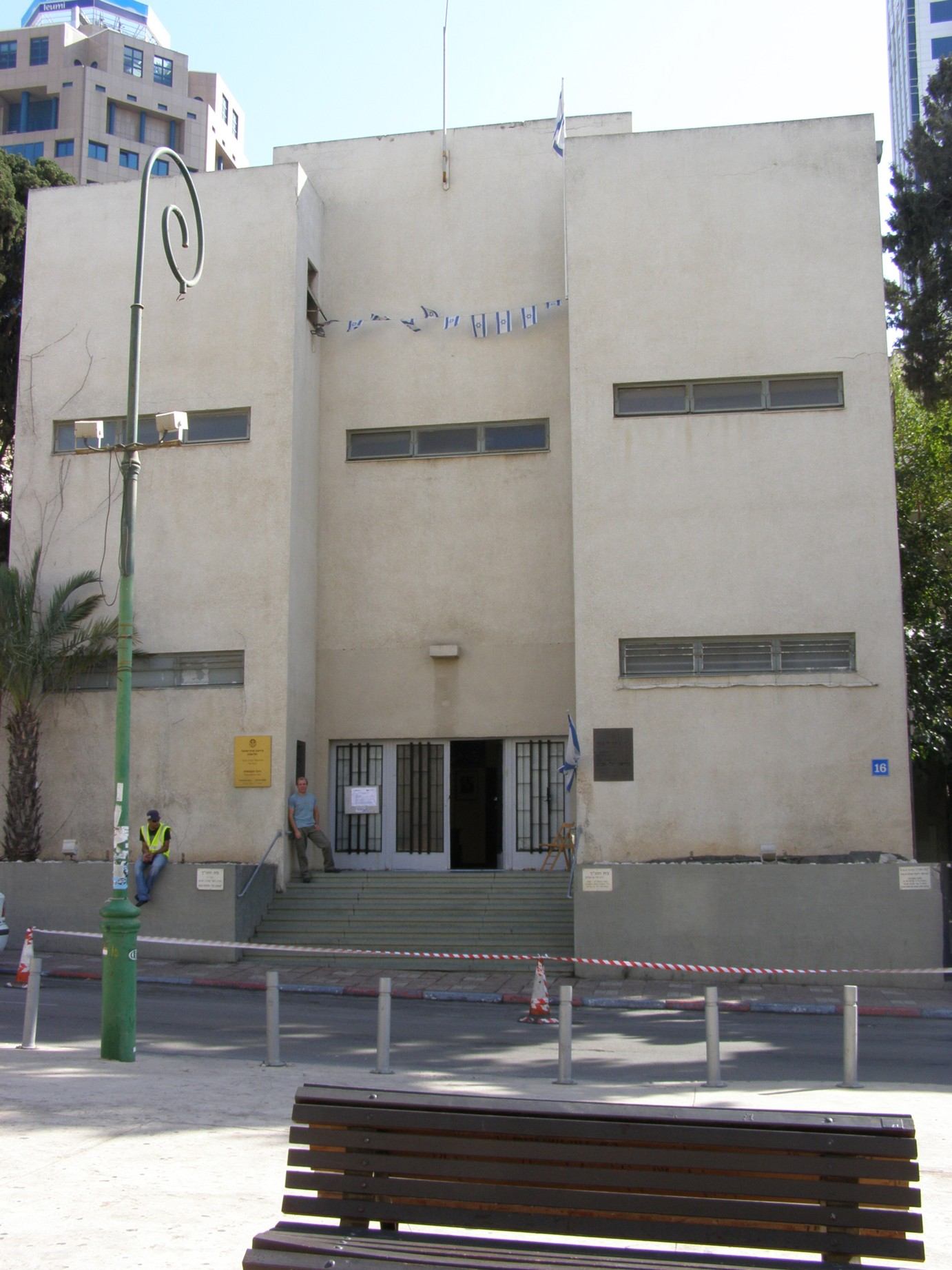
特拉维夫罗斯柴尔德大街16号，以色列独立厅

以色列独立厅（希伯來語：‎），最初为特拉维夫市长Dizengoff的家(希伯來語：‎) 是签署以色列独立宣言的地方。这栋房子坐落于特拉维夫富有历史意义的罗斯柴尔德大街。从1932年到1971年，这里是特拉维夫艺术博物馆所在地，现在是纪念以色列独立宣言和特拉维夫-雅法城市历史的博物馆。

## 起初
1909年4月11日，在现在独立厅所在的附近，六十六个家庭聚集在一起，为一个新的犹太人街区（称为Ahuzat Bayit）的土地进行抽签。梅厄·迪岑哥夫和吉娜（Zina Dizengoff）获得了43号地块，并在此地上建立了自己的房屋。 梅厄·迪岑哥夫担任新的地区委员会的负责人。 1910年，在一次全体会议上，受西奥多·赫茨尔的Altneuland（英语：Old-New Land）启发，Ahuzat Bayit的居民一致决定改名为特拉维夫市。 随着地区的成长并成为一个城市，迪岑哥夫成为其第一任市长。

## 特拉维夫艺术博物馆
1930年，在妻子去世后，梅厄·迪岑哥夫将自己的房屋捐赠给了他心爱的特拉维夫市，并要求将其改建为博物馆。 这座房子经过了大规模的翻新，于1932年成为特拉维夫艺术博物馆。该博物馆于1971年迁至目前的位置。

## 宣布独立

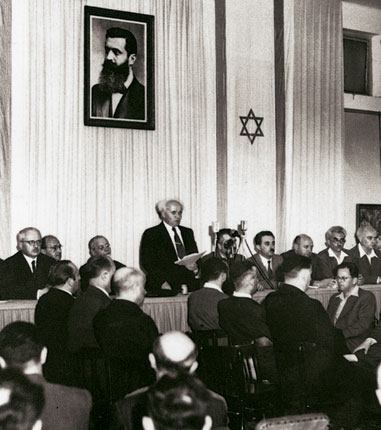
1948年5月14日，本古里安宣读《以色列独立宣言》

1948年5月14日下午4点，英国托管结束8小时前，Vaad Leumi 和Yishuv的领导人在场见证下，本古里安在主礼堂宣布以色列国成立。 本古里安宣读完以色列独立宣言后，Fischman (Maimon) 拉比诵读Shehecheyanu 祝福，独立宣言被签署。仪式以大家歌唱《希望》（Ha-tikva）结束，《希望》现在是以色列国歌。

## 今日

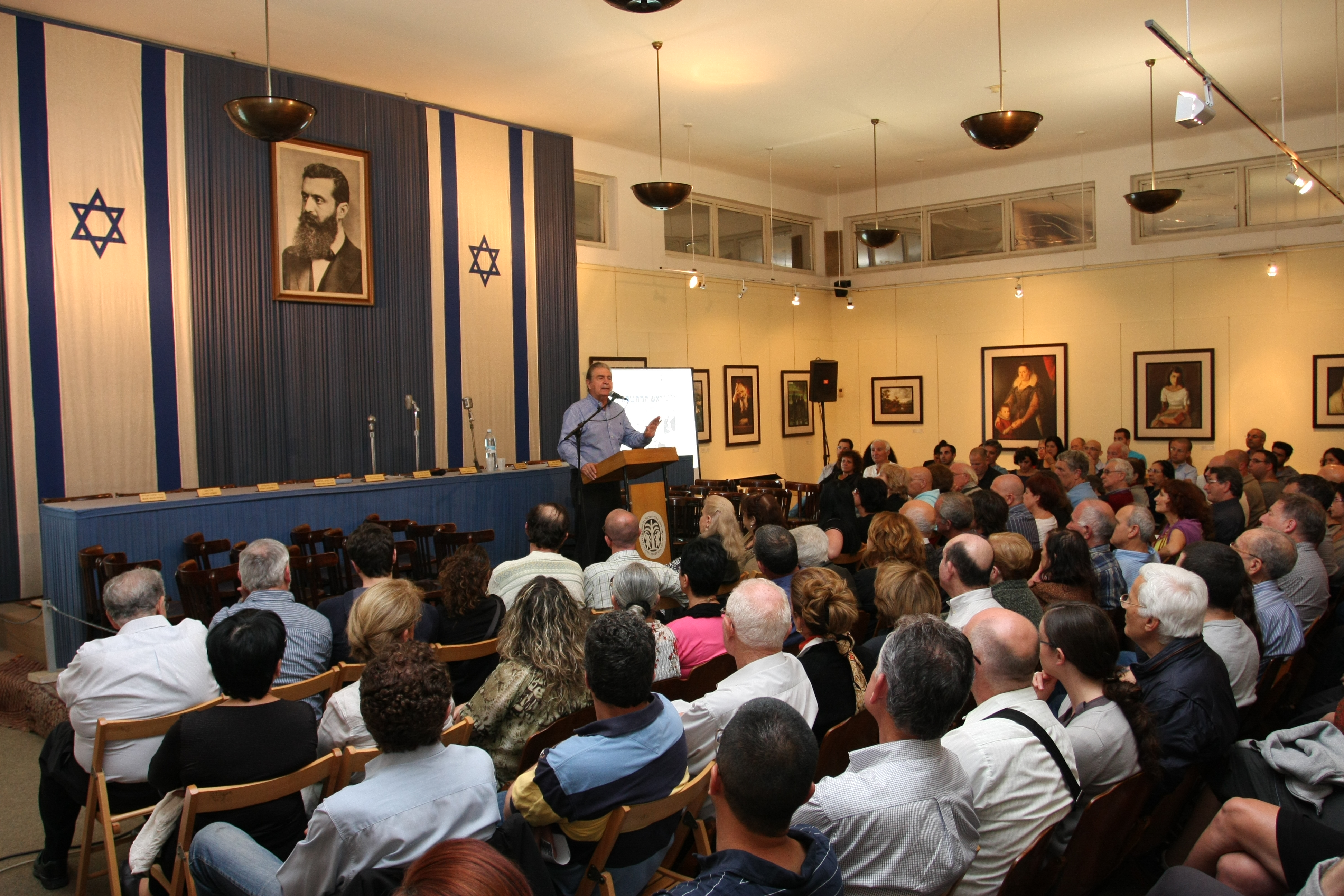
2012年，本古里安的传记作者Michael Bar-Zohar, 在修复后的主礼堂做讲座

1979年，独立厅被复原为1948年以色列宣布独立时的原样，并向公众开放。现在独立厅展览签署独立宣言和特拉维夫-雅法的城市历史。